# Novovolynsk
Novovolynsk (en ucraniano: Нововоли́нськ) es una ciudad de Ucrania perteneciente al raión de Volodímir de la óblast de Volinia.
En 2022 tenía una población de 49 772 habitantes. Desde 2020 es sede de un municipio con una población total de casi sesenta mil habitantes, que incluye como pedanías el asentamiento de tipo urbano de Blahodatne y los pueblos de Hrýbovytsia, Hriady, Krópyvshchyna, Nýzkynychi, Týshkovychi y Jréniv.
Se ubica unos 20 km al sureste de Hrebenne.
Se sitúa al suroeste de la óblast, próxima a la frontera con Polonia.

## Historia
Ubicada en una cuenca hullera, fue fundada como un importante poblado minero en 1951 por la RSS de Ucrania. Su topónimo viene a significar simplemente "localidad nueva en Volinia". Adoptó estatus de ciudad en 1957.
Antes de la ampliación del actual raión de Volodímir en 2020, Novovolynsk estaba constituida como una ciudad de importancia regional, por lo que no pertenecía a ningún raión y formaba una unidad directamente subordinada a la óblast. Novovolynsk realizaba funciones de raión para el asentamiento de tipo urbano de Blahodatne; tanto la ciudad como el asentamiento formaban enclaves dentro del raión de Iványchi sin formar parte del mismo.

## Demografía
La ciudad ha tenido la siguiente evolución demográfica:
- 1959: 23 895 habitantes
- 1970: 41 187 habitantes
- 1989: 55 171 habitantes
- 2001: 53 838 habitantes
- Todas las estimaciones posteriores a 2009 sitúan la población en torno a 53 000 habitantes

Según el censo de 2001, la gran mayoría de la población de la ciudad era hablante de ucraniano (94.5%), existiendo una minoría de hablantes de ruso (5.09%).

## Patrimonio

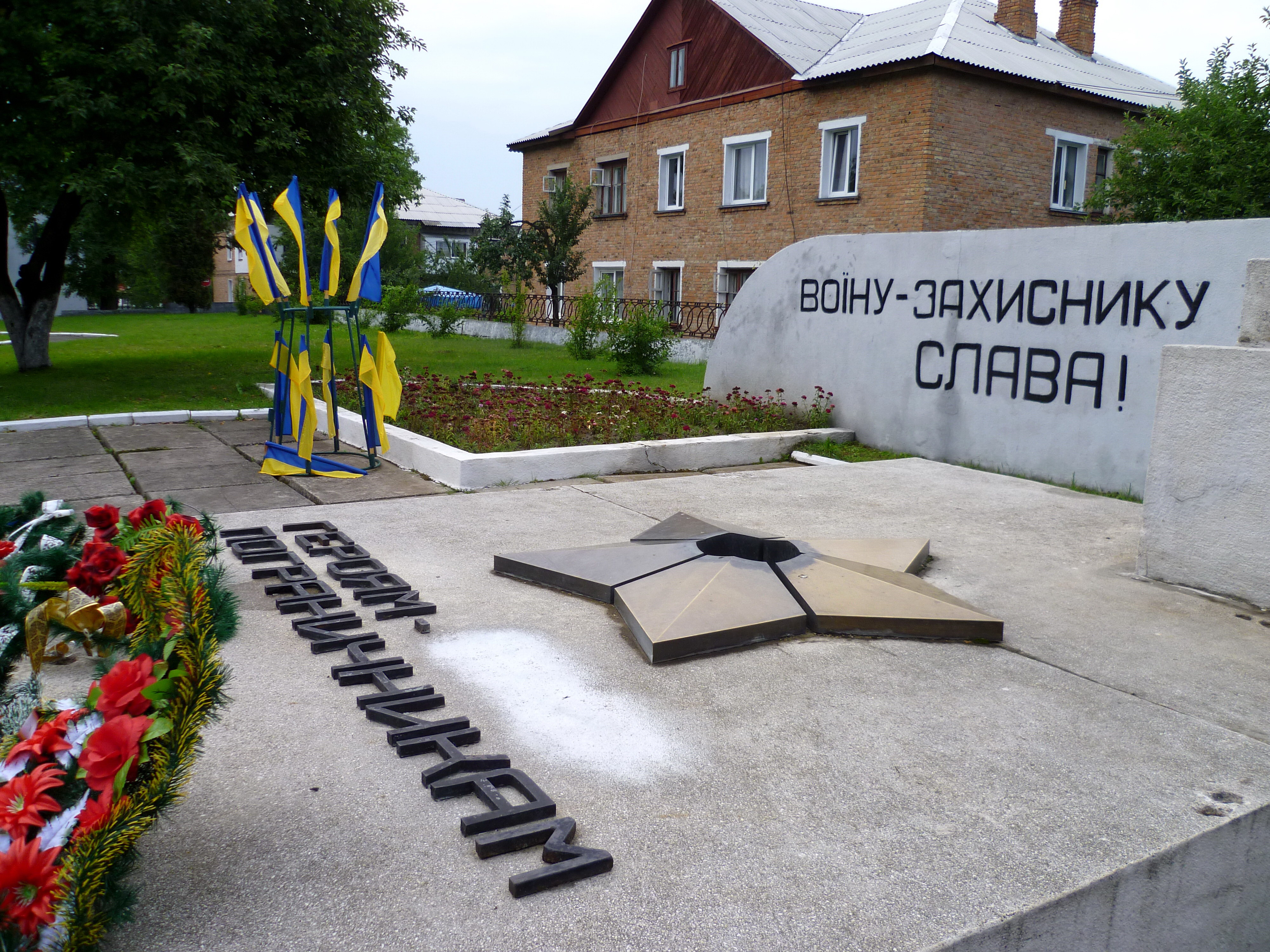
Monumento a los guardias fronterizos
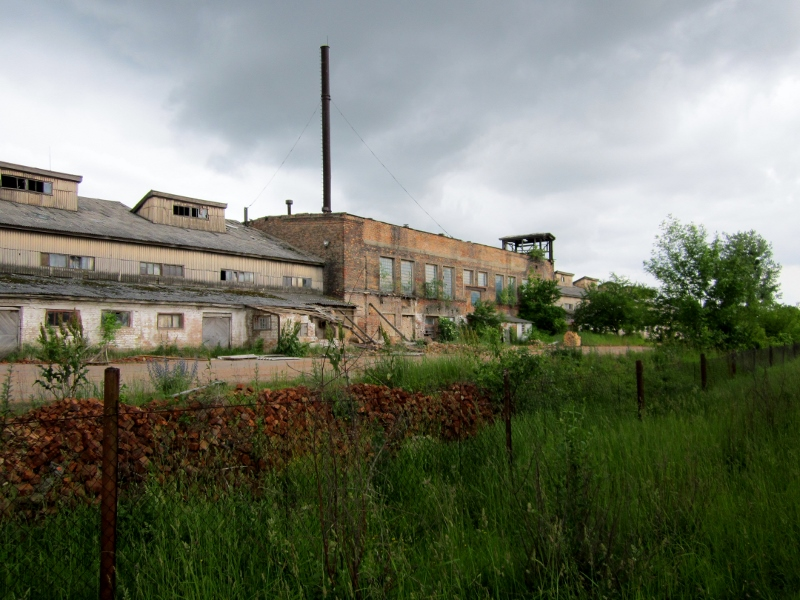
Antiguas fábricas de ladrillos
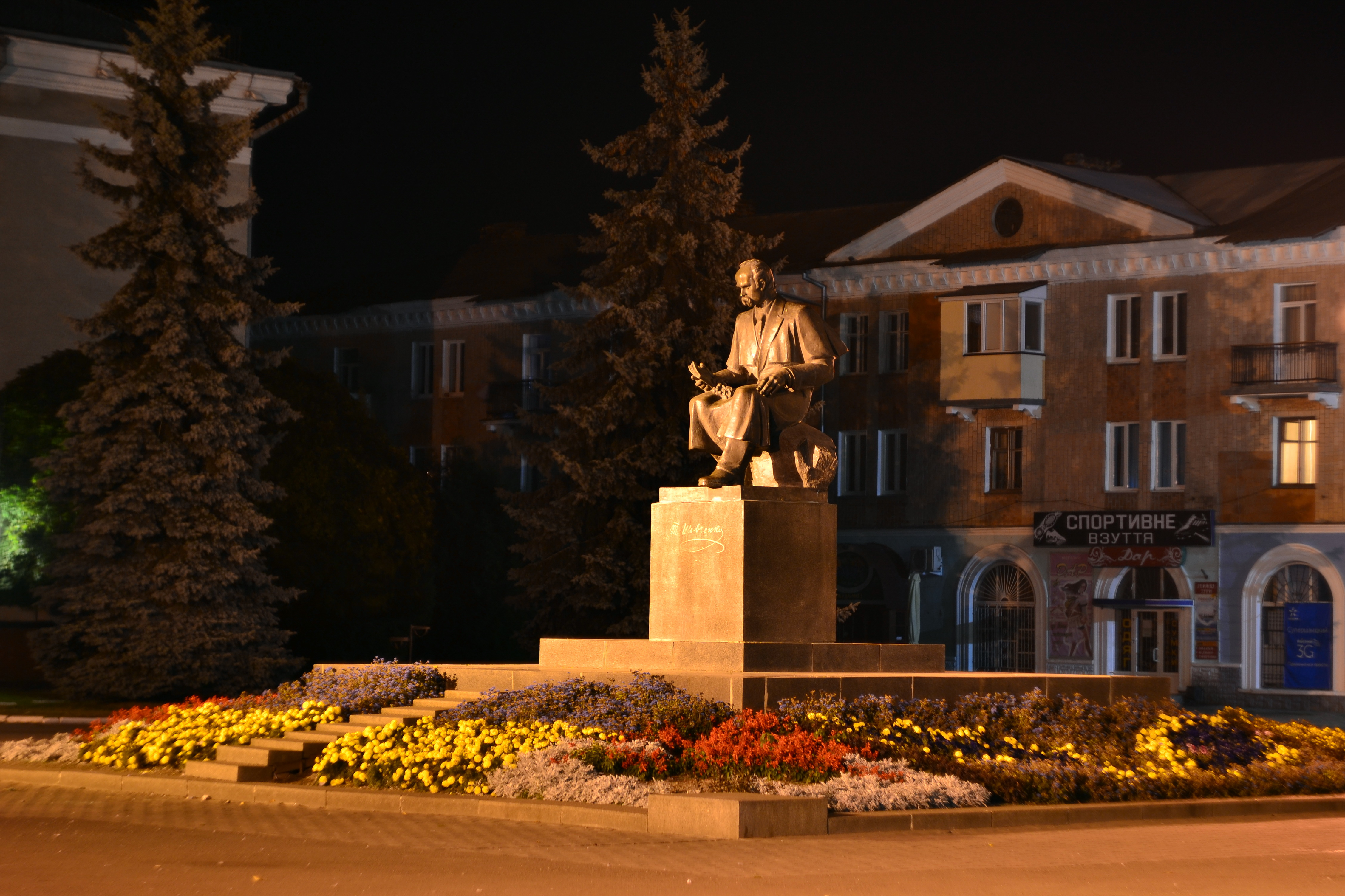
Vista nocturna del monumento a Shevchenko